# Xylotrechus affinis
Xylotrechus affinis är en skalbaggsart som beskrevs av Charles Joseph Gahan 1906. Xylotrechus affinis ingår i släktet Xylotrechus och familjen långhorningar. Inga underarter finns listade i Catalogue of Life.